# Anna Nova
Anna Nova (Magdeburgo, Sajonia-Anhalt; 5 de junio de 1975) es una actriz pornográfica y modelo erótica alemana retirada. En 2002 apareció en la película de comedia alemana titulada Knallharte Jungs.

## Primeros años
Katharina Meier nació el 5 de junio de 1975 en Magdeburgo, Sajonia-Anhalt. Meier trabajaba como asistente dental, y también trabajó en una tienda de moda antes de entrar en la industria pornográfica. Más tarde comenzó a realizar fotografías de desnudos, y después de esto pasó a hacer estriptis en un conocido bar de Berlín.

## Carrera
Katharina debutó como actriz porno en Alemania en 2001 cuando firmó un contrato exclusivo con la compañía Goldlight bajo el alias de Tara Young, siendo Blondes Gift la película pornográfica que marcó su entrada en el cine para adultos. Tara viajó por toda Europa disparando en lugares como Barcelona, Londres y París. Cuando viajó por primera vez a Estados Unidos conoció a otros artistas del negocio para adultos, y se dio cuenta de que podía ganar mucho más dinero haciendo películas porno en los Estados Unidos que en Europa. En 2002 Tara Young se muda a Los Ángeles, en donde hace su debut en el porno americano bajo el nombre artístico de Anna Nova, y en donde su carrera se convierte en un gran éxito.
En 2002 apareció en la película de comedia alemana titulada Knallharte Jungs, en un papel secundario interpretando a una sexy enfermera.

## Premios y nominaciones
| Año  | Premio        | Resultado | Categoría                            | Película       |
| ---- | ------------- | --------- | ------------------------------------ | -------------- |
| 2001 | Premios Venus | Ganadora  | Mejor nueva estrella alemana         | —              |
| 2004 | Premios AVN   | Nominada  | Artista femenina extranjera del año  | —              |
| 2004 | Premios AVN   | Nominada  | Mejor escena de sexo en trío – Video | Ass Stretchers |
| 2014 | Miss FreeOnes | Nominada  | Mejor MILF                           | —              |
| 2014 | Miss FreeOnes | Nominada  | Miss FreeOnes                        | —              |